# Čovčići
Čovčići är en ort i Bosnien och Hercegovina.   Den ligger i entiteten Federationen Bosnien och Hercegovina, i den sydöstra delen av landet, 50 km sydost om huvudstaden Sarajevo. Čovčići ligger 503 meter över havet och antalet invånare är 356.
Terrängen runt Čovčići är huvudsakligen kuperad. Čovčići ligger nere i en dal.Närmaste större samhälle är Goražde, 4,6 km norr om Čovčići. 
I omgivningarna runt Čovčići växer i huvudsak lövfällande lövskog. Runt Čovčići är det ganska tätbefolkat, med 67 invånare per kvadratkilometer.